# Cho Byung-kwan
Cho Byung-kwan (ur. 5 maja 1981) – południowokoreański zapaśnik w stylu wolnym. Olimpijczyk z Pekinu 2008, gdzie zajął jedenaste miejsce w kategorii 74 kg.
Trzykrotny uczestnik mistrzostw świata, dziesiąty w 2009. Złoto na igrzyskach azjatyckich w 2002 i srebro w 2006. Mistrz Azji w 2008 roku.